# Saint-Germain-du-Crioult
Saint-Germain-du-Crioult ist eine Ortschaft und eine ehemalige französische Gemeinde mit 870 Einwohnern (Stand: 1. Januar 2022) im Département Calvados in der Region Normandie. Sie gehörte zum Arrondissement Vire.
Mit Wirkung vom 1. Januar 2016 wurden die bisherigen Gemeinden Condé-sur-Noireau, La Chapelle-Engerbold, Lénault, Proussy, Saint-Germain-du-Crioult und Saint-Pierre-la-Vieille zu einer Commune nouvelle mit dem Namen Condé-en-Normandie zusammengeschlossen und haben in der neuen Gemeinde den Status einer Commune déléguée. Der Verwaltungssitz befindet sich im Ort Condé-sur-Noireau.

## Geografie
Saint-Germain-du-Crioult liegt rund 14 Kilometer nördlich der Stadt Flers. Das westlich gelegene Vire-Normandie ist etwa 21 Kilometer, das östlich gelegene Falaise etwa 30 Kilometer entfernt.

## Bevölkerungsentwicklung
| Jahr                              | 1793 | 1836 | 1876 | 1926 | 1946 | 1968 | 1990 | 2013 |
| Einwohner                         | 1295 | 1501 | 1306 | 762  | 803  | 701  | 819  | 942  |
| Quellen: Cassini, EHESS und INSEE |      |      |      |      |      |      |      |      |

## Sehenswürdigkeiten
- Kirche Saint-Germain aus dem 20. Jahrhundert
- Schlösser aus dem 18./19. Jahrhundert
- Gedenkkapelle für die Gefallenen des Ersten Weltkrieges

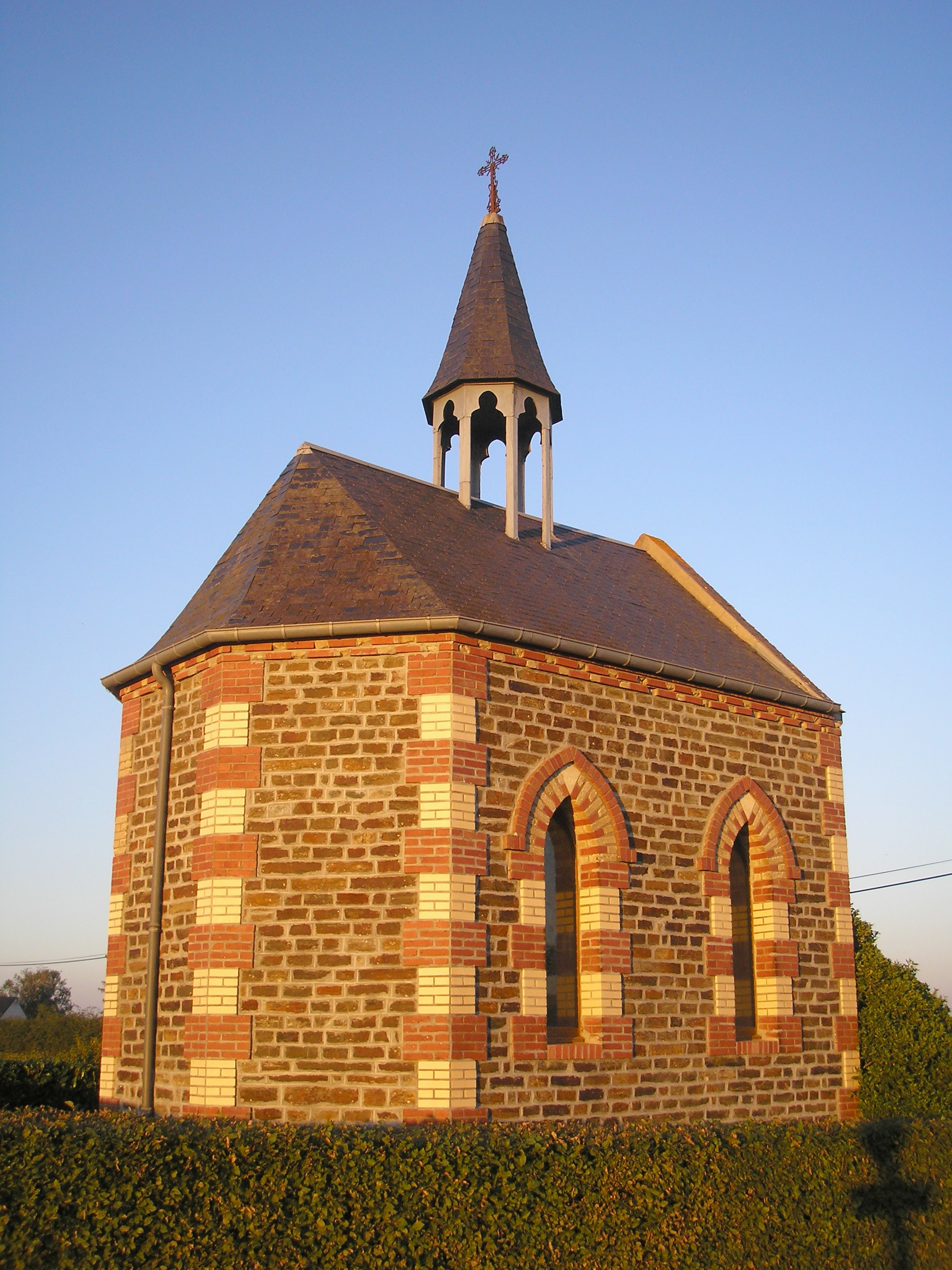
Gedenkkapelle